# Hiroshi Fushida
 Hiroshi Fushida 鮒子田 寛  va ser un pilot de curses automobilístiques japonès que va arribar a disputar curses de Fórmula 1.
Va néixer el 10 de març del 1946 a Kyoto, Japó.

## A la F1
Hiroshi Fushida va debutar a la vuitena cursa de la temporada 1975 (la 26a temporada de la història) del campionat del món de la Fórmula 1, disputant el 22 de juny del 1975 el G.P. dels Països Baixos al circuit de Zandvoort.
Va participar en dues curses puntuables pel campionat de la F1, disputades amdues a la temporada 1975 no aconseguint classificar-se per disputar la cursa i no assolí cap punt pel campionat del món de pilots.

## Resultats a la Fórmula 1
| Any  | Equip            | Xassís | Motor    | 1   | 2   | 3   | 4   | 5   | 6   | 7   | 8       | 9   | 10      | 11  | 12  | 13  | 14  | Posició | Punts |
| ---- | ---------------- | ------ | -------- | --- | --- | --- | --- | --- | --- | --- | ------- | --- | ------- | --- | --- | --- | --- | ------- | ----- |
| 1975 | Maki Engineering | Maki   | Cosworth | ARG | BRA | SUD | ESP | BEL | MON | SUE | HOL NVS | FRA | GBR NVQ | ALE | AUT | ITA | USA | -       | 0     |

### Resum
| Curses: | Victòries: | Pòdiums: | Poles: | Voltes ràpides: | Punts: |
| ------- | ---------- | -------- | ------ | --------------- | ------ |
| 2       | 0          | 0        | 0      | 0               | 0      |